# Synevo
«Сінево» (Synevo) — європейська мережа медичних лабораторій в Україні, яка є частиною холдингу Medicover, у складі якого здійснила первинне розміщення акцій (IPO) на Стокгольмській біржі 2017 року. Назва складається зі слів SYNergy (Синергія) та EVOlution (Еволюція).

## Історія

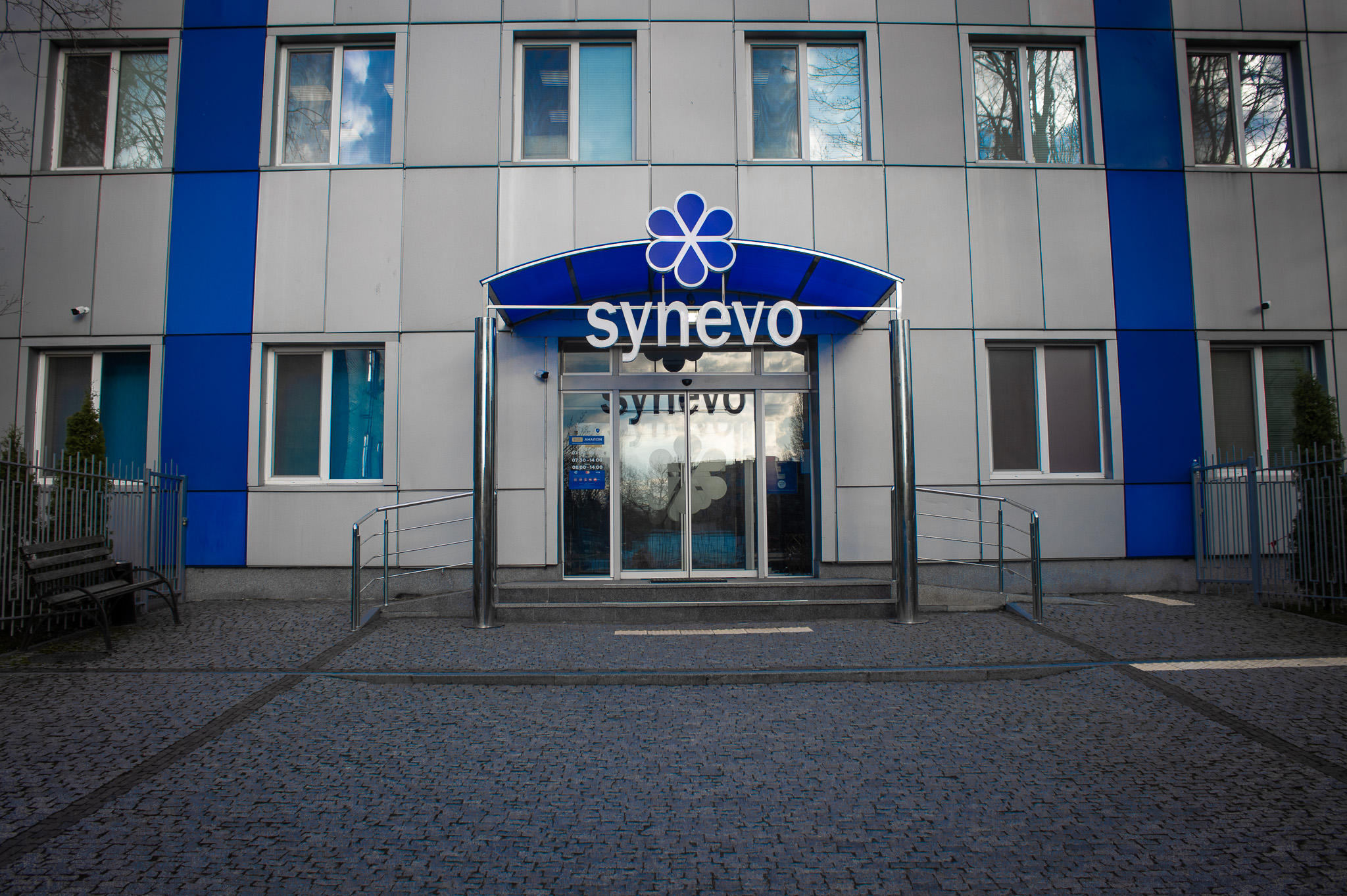
Лабораторія Сінево в Києві

- 2007 — відкриття першої лабораторії в Україні в Києві.
- 2008 — запуск власної лабораторно-інформаційної системи.
- 2009 — відкриття лабораторій у Вінниці, Одесі, Харкові.
- 2010 — відкриття лабораторії в Дніпрі.
- 2011 — відкриття лабораторії у Львові.
- 2012 — відкриття лабораторії в Сімферополі.
- 2013 — запущено online-сервіс «Особистий кабінет зберігання результатів аналізів».
- 2013 — відкрито навчальний центр «Школа медсестер Сінево».
- 2014 — відкрито лабораторію в Донецьку.
- 2014 — відкрито лабораторію в Чернівцях.
- 2014 — запущено online-сервіс попереднього замовлення аналізів[4].
- 2014, середина року — припинено діяльність у Криму, кінець року — припинення роботи на окупованих територіях Донецької та Луганської областей[5].
- 2015 — відкриття нового центрального лабораторного комплексу «Сінево» у Києві (пр-т Палладіна, 46/2).
- 2017, травень — первинне розміщення акцій (IPO) на Стокгольмській біржі в складі медичного холдингу Medicover.
- 2018 — відкрито 50-те відділення в Києві
- 2019 — відкрито 250-те відділення в Україні
- 2020 — у Києві відкрито ПЛР-лабораторію «Сінево» виконано 468 тис. тестів на COVID-19[6]
- 2021 — відкрито 300-те відділення в Україні, та лабораторію в Херсоні. Виконано 2 млн тестів на COVID-19.
- 2022 — початок повномасштабного вторгнення Росії в Україну, зазнали пошкоджень деякі відділення мережі. Мережа адаптувалася до роботи в умовах воєнного стану[7].
- 2023 — відновлено роботу 97 % лабораторної мережі[8], впроваджено програму лояльності «Результат Сінево[9]». Завершено перехід на реагенти провідних європейських виробників.
- 2024 — Сінево є надавачем послуг за програмою медичних гарантій НСЗУ.З січня по серпень надано безоплатно для населення за програмою 2,4 млн тестів[10].

## Про компанію
Холдинг Medicover був заснований 1995 року в Швеції. Згодом він почав працювати в Німеччині, Румунії, Україні та Індії. Холдинг включає амбулаторні клініки, Medicover Hospitals(англ.), спеціалізовані медичні установи та лабораторії, які поділяються на два напрями: сервіс охорони здоров'я та діагностичний сервіс (лабораторна діагностика). До сервісу охорони здоров'я належать медичні послуги: від первинної до спеціалізованої медичної допомоги, та стаціонарного лікування.

### У світі
Лабораторна мережа Synevo представлена в 13 країнах світу, серед яких: Німеччина, Польща, Румунія, Туреччина, Україна, Грузія, Молдова, Боснія і Герцеговина, Кіпр, Фінляндія, Болгарія, Сербія та Греція, і налічує понад 90 лабораторій, 8 з яких в Україні.
В четвертому кварталі 2022 року шведський холдинг Medicover, якому належить мережа медичних лабораторій «Сінево», продав свої активи в Білорусі. Бізнес був викуплений російською лабораторною мережею Helix. Орієнтовну суму угоди оцінюють у близько 10 мільйонів доларів.

### В Україні

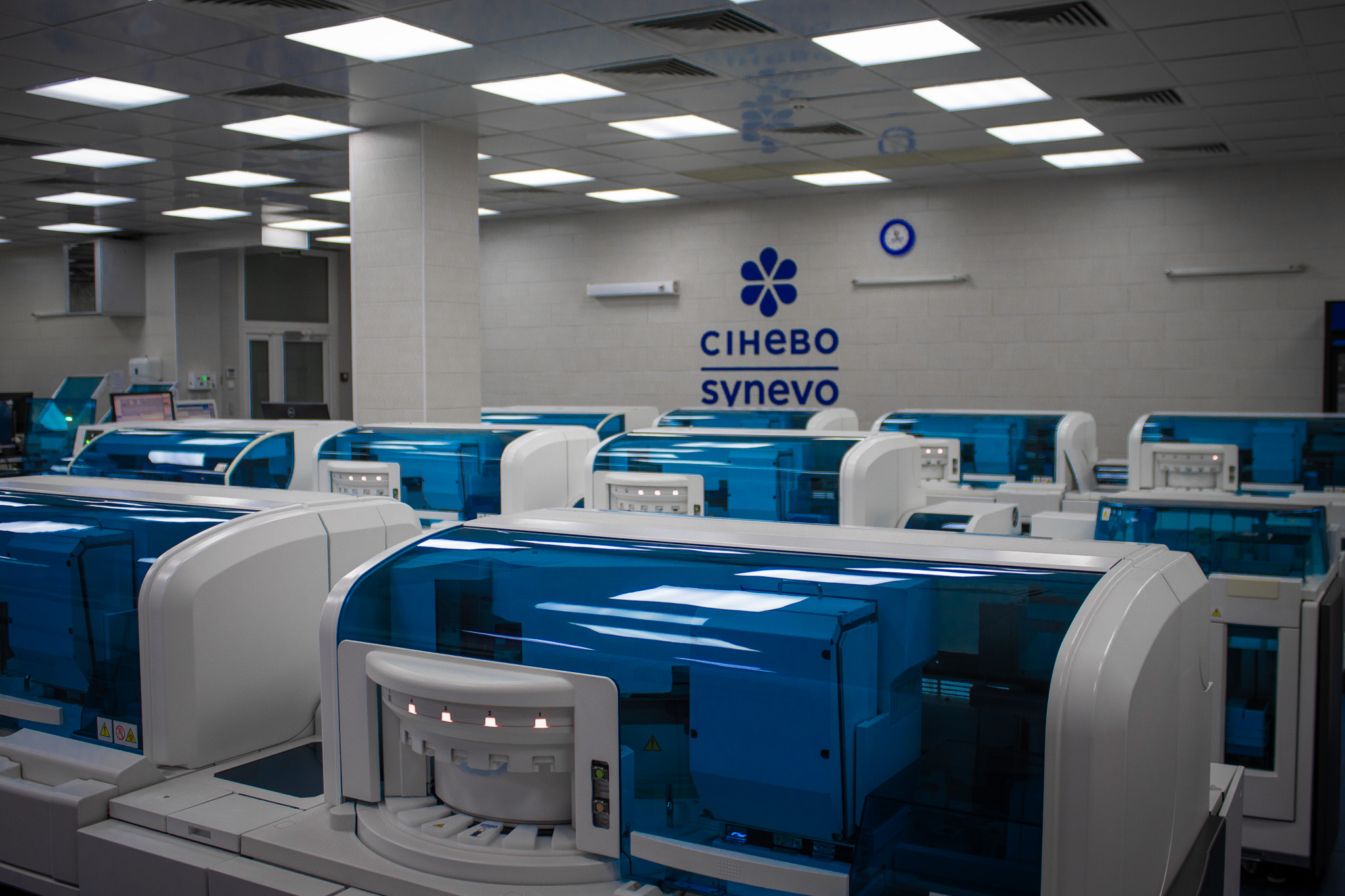
Лабораторія Сінево

В Україні працюють 8 лабораторій «Сінево» в Києві, Дніпрі, Вінниці, Одесі, Харкові, Херсоні, Львові та Чернівцях, а також створена мережа, яка об'єднує більше ніж 350 лабораторних пунктів у 140 населених пунктів.
2017 року компанія в складі медичного холдингу Medicover здійснила первинне розміщення акцій (IPO) на Стокгольмській біржі.
У вересні-листопаді 2021 року центральне міжрегіональне управління ДПС по роботі з великими платниками податків провело в «Сінево Україна» планову перевірку, нарахувавши додаткові податки на 1,085 млрд грн (майже 50 % річного обороту) і звинуватило компанію в ненаданні документів про витрати. Рішення викликало суспільний резонанс. У грудні 2021 р. ДПС та компанія дійшли згоди про скасування нарахування штрафу та проведення повторної перевірки.
В січні 2024 року «Сінево», разом з низкою приватних медичних лабораторій України, долучилася до Програми медичних гарантій (ПМГ) Національної служби здоров'я України (НСЗУ), а лабораторна діагностика від «Сінево» на безоплатній для кінцевого споживача основі стала доступна у 75 відділеннях мережі, у 22 містах України.
27 лютого 2024 року в компанії заявили, що Державне бюро розслідувань (ДБР) наклало арешт на будівлю головного офісу і центральної лабораторії «Сінево» в Києві. Компанія попередила, що невдовзі буде змушена припинити діяльність у цій будівлі, що призведе до повної зупинки роботи мережі лабораторій в Україні. Представники ДБР заперечили будь-які наміри щодо блокування діяльності лабораторії «Сінево», та запевнили у своєму намірі сприяти швидкому розв'язанню питання арешту будівлі компанії в правовому полі.

### Допомога Україні під час війни
На другий день після початку повномасштабного вторгнення, 25 лютого, компанія перерахувала до НБУ на рахунок для підтримки ЗСУ 3 млн грн.
2023 року компанія як лабораторний партнер НІССХ ім. Амосова надала 500 спеціалізованих досліджень для пацієнтів та донорів, які готуються до трансплантації серця, чи проходять реабілітацію після операції.
У тому ж році компанія розпочала благодійну співпрацю з центром протезування, реабілітації та реконструктивної хірургії Superhumans Center, за 10 місяців надала послуг з діагностики пацієнтам центру на 1,6 млн грн.